# Les Poulières
Les Poulières – miejscowość i gmina we Francji, w regionie Grand Est, w departamencie Wogezy.
Według danych na rok 1990 gminę zamieszkiwały 214 osoby, a gęstość zaludnienia wynosiła 72 osób/km² (wśród 2335 gmin Lotaryngii Les Poulières plasuje się na 831. miejscu pod względem liczby ludności, natomiast pod względem powierzchni na miejscu 1178.).